# گمینا پورونگن
گمینا پورونگن (به لهستانی:  Gmina Poronin) یک گمینا در لهستان است که در شهرستان تاترا واقع شده‌است. گمینا پورونگن ۸۳٫۵۵ کیلومتر مربع مساحت و ۱۰٬۷۰۶ نفر جمعیت دارد.